# 賃貸住宅対策議員連盟
自民党賃貸住宅対策議員連盟（じみんとうちんたいじゅうたくたいさくぎいんれんめい）は、日本の自由民主党に所属する国会議員が結成した議員連盟である。略して自民党ちんたい議連ともいう。1971年発足。

## 概要
本議員連盟は昭和44年に設立された社団法人 全国共同住宅協会(平成24年に公益社団法人全国賃貸住宅経営者協会連合会に名称変更)の要請により「賃貸住宅対策議員連盟」として、 昭和46年5月衆・参議員の有志32名によって発足。

## 所属議員
2024年2024年7月末現在で332名（衆議院242名　参議院 90名）が所属し、自民党の議員連盟では最大規模である。